# Diane de Joannis de Chateaublanc

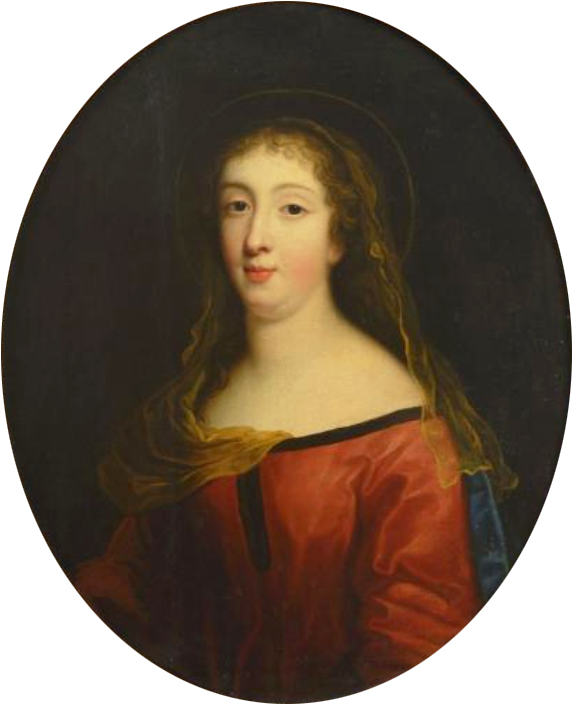
Pierre Mignard, Porträt von Diane de Joannis de Chateaublanc, Dame de Ganges

Diane de Joannis de Chateaublanc, genannt Marquise de Castellane, bekannt vor allem als Marquise de Ganges (* 1635; † 5. Juni 1667 in Ganges (Hérault)) war eine französische Adlige des 17. Jahrhunderts, die einem Mordanschlag zum Opfer fiel.

## Leben
Diane de Joannis war eine Tochter von Gabriel de Joannis, Seigneur de Roussanet de Chateaublanc (aus der Familie Giovani, genannt Joannis, aus Florenz) und Laure de Rousset de Saint-Sauveur de Saint-Louis. und eine Urgroßnichte von Nostradamus. Aufgrund eines Besitzes ihrer Eltern bei Avignon wurde sie „Mademoiselle de Chateaublanc“ genannt.
Am 1. Mai 1647, also im Alter von wohl 12 Jahren, heiratete sie Dominique de Castellane, Marquis d’Ampus, der sie mit an den königlichen Hof in Versailles nahm. Dort fiel die Marquise de Castellane, die bald „la belle Provençale“ genannt wurde, König Ludwig XIV. auf, der sie mit der Rolle der Artémise besetzte, die sie im siebten Ballet de la nuit mit ihm tanzte.
Zum Gouverneur der königlichen Galeeren ernannt, wurde ihr Mann aufs Mittelmeer geschickt, wo seine Schiffe nach einem Sturm versanken und er 1654 vor Genua ertrank. Nachdem sie Witwe geworden war, zog sich die Marquise nach Avignon zurück, das sie erst drei Jahre später nach einem Besuch eines Freundes, des Duc de Candale, verließ.
Am 8. August 1658 heiratete sie in zweiter Ehe einen jungen und brillanten Aristokraten aus dem Languedoc, Charles de Vissec de La Tude, Comte de Ganges (1639–1737), Baron des États de Languedoc, Gouverneur von Ganges, königlicher Finanzleutnant des Languedoc, Kommandeur de Fort Saint-André in Villeneuve-lès-Avignon, dessen Lehen am 30. Juni 1666 (Datum de Registrierung beim Parlement de Toulouse) zum Marquisat erhoben wurde.
Am 30. März 1663 wurde die Marquise Vermächtnisnehmerin ihres reichen Großvaters väterlicherseits, Melchior Jacques de Joannis, Seigneur de Nochères, nachdem dieser unter verdächtigen Umständen zu Tode gekommen war. Als sie sich bedroht fühlte, schrieb sie am 19. März 1664 für ihre Kinder ein Testament, mit dem sie ihren Mann enterbte, was dem Brauch der Zeit widerspricht.
Sie stieß sehr schnell auf die Aggressivität ihrer beiden Schwäger, Henri, genannt l’Abbé, obwohl er kein Kirchenmann war, und Bernardin, den Chevalier de Ganges. Einige Autoren behaupten, es sei wegen der Avancen, die sie ihr entgegenbrachten, die sie mit Verachtung ablehnte, andere glauben, das Ziel sei es gewesen, Druck auf sie auszuüben und sie zu zwingen, dieses Testament zu annullieren, mit dem sie ihren Ehemann und damit indirekt auch dessen Brüder, die häufig auf dem Schloss Ganges lebten, schädigte.
Nachdem der Abbé und der Chevalier mehrmals versucht hatten, sie mit Hilfe eines Priesters, Pater Perrette, mit Arsen zu vergiften, zwangen sie sie, ein bräunliches Getränk zu schlucken, das sie unmittelbar darauf aber wieder erbrechen konnte. Sie floh durch einen Sprung aus dem Fenster ihres Zimmers in den Ort, und es gelang ihr, sich bei Freunden zu verstecken. Die Attentäter verfolgten sie jedoch und stachen sie mit ihren Dolchen nieder. Sie starb einige Tage später, am 5. Juni 1667.
Den Anteil des Marquis de Ganges an diesem Verbrechen ist schwierig einzuschätzen. Zum einen befand er sich zu dieser Zeit bei den États de Languedoc in Toulouse, andererseits wurde er von seiner sterbenden Ehefrau von jeder Mitschuld freigesprochen, die allerdings danach strebte, die Ehre der Familien ihrer Kinder zu bewahren.
Der Abbé und der Chevalier wurden in Abwesenheit im Parlement de Toulouse ab dem 21. August 1667 zum Tode verurteilt, der Priester Perrette wurde auf die Galeeren geschickt, starb aber bereits im Kerker, bevor das Urteil vollstreckt werden konnte. Der Abbé war in die Niederlande geflohen, der Chevalier nach Griechenland, wo er bei der Belagerung von Candia zu Tode kam.
Der Marquis de Ganges wurde wegen passiver Komplizenschaft verbannt und enteignet. Er kehrte illegal nach Frankreich zurück, wo er, so scheint es, im Alter von 99 Jahren in L’Isle-sur-la-Sorgue im päpstlichen Comtat Venaissin starb. Nach anderen Angaben starb er ebenfalls bei der Belagerung von Candia.
Der Marquis und die Marquise de Ganges hatten zwei Kinder:
- Alexandre de Vissec de La Tude de Ganges, 2. Marquis de Ganges, Hauptmann und später Oberst der Dragoner, Baron des États de Languedoc, Freund von François Jules de Castellane, Comte de Grignan (1632–1714), des Schwiegersohns der Marquise de Sévigné
- Marie-Esprite de Vissec de La Tude de Ganges (1662–1711); sie heiratete in erster Ehe Henri de Fay, Marquis de Peyraud, Baron de Vézenobres, und in zweiter Ehe Paul de Fortia d’Urban, den Urgroßvater von Agricol-Joseph Fortia d’Urban.

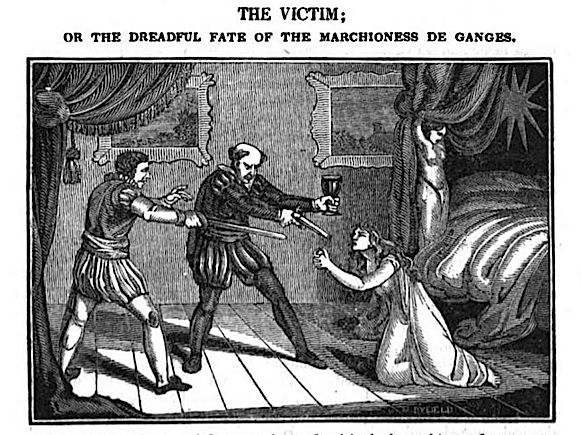
Der Mord an der Marquise de Ganges, dargestellt auf einer Gravur aus dem Jahr 1825

## Zwischen Wahrheit und Legende
Die Ermordung der Marquise de Ganges hatte aus verschiedenen Gründen großen Einfluss auf das gesamte Königreich: der erste war die Grausamkeit des Verbrechens; die zweite die Persönlichkeit der Marquise, die bis zum Tode des Marquis de Castellane, ihres ersten Mannes, am Hof gelebt hatte, wo sie vom König sehr geschätzt wurde und Freundin, so wird gesagt, der Madame de Sévigné war, die in einem ihrer Briefe über sie schreibt; der dritte war der Ruf der Familie Vissec de La Tude, eine der ältesten und vornehmsten im Languedoc, und schließlich die Persönlichkeit der Attentäter, zwei ihrer Schwäger, Henri, genannt l’Abbé, und Bernardin, der Chevalier, der wegen seiner militärischen Taten aufgefallen war. Wenn der genaue Grad der Komplizenschaft des Marquis de Ganges nicht wirklich bekannt ist, wurde er doch zur Verbannung und Konfiskation seines Vermögens verurteilt.
Die Geschichte wurde von vielen Canards aufgegriffen, jene kleinen Zeitungen, die einen einzigen sensationellen Artikel enthalten, die die Hausierer über Städte und Dörfer verkaufen. Wenn das Protokoll des Mörderprozesses Tatsachen enthält, die der Wahrheit nahekommen, wie Claude Dionne zeigte, zögerten die Autoren, die die Geschichte aufnahmen, nicht, romantische Details und Anekdoten hinzuzufügen, und gleichzeitig behaupten, die verlässlichsten Informationen zu haben. Dies ist insbesondere der Fall beim Marquis de Sade, der für sein "Marquise de Gange" (ohne "s") nur den bereits korrumpierten Bericht von François Gayot de Pitaval benutzte.